# Данакільський соленосний басейн
Данакі́льський солено́сний басе́йн (англ. Danakil salt-bearing basin), також Данакі́льська депре́сія — соленосний басейн, розташований в Ефіопії, в межах Афарської депресії. Соленосна товща відкрита в 1911 році по виходам гарячих розсолів поблизу гори Далоль.

## Характеристика
Розміри 185х64 км. Пласт середньою потужністю 6 м залягає на глибині 38…192 м.
Промислове значення має верхній сильвінітовий пласт верхнього горизонту, що залягає на глибині від 38 до 192 м. Середня потужність пласта 6 м.

## Технологія розробки
Підземна розробка калійних солей велася в 1966-68 роках.